# Kinh tế học tân cổ điển
Kinh tế học tân cổ điển là một trường phái kinh tế học có trọng tâm nghiên cứu là cơ chế quyết định giá cả, sản lượng, phân phối thu nhập thông qua nguyên lý cung - cầu dựa trên các giả định về hành vi tối đa hóa thỏa dụng của người tiêu dùng trong điều kiện một ngân sách giới hạn hay tối đa hóa lợi nhuận của nhà sản xuất trong điều kiện chi phí bị giới hạn. Kinh tế học tân cổ điển khởi đầu bằng kinh tế học vi mô từ nửa cuối thế kỷ 19; và đến nay hầu hết các lý luận kinh tế học vi mô đều là do họ đóng góp. Kinh tế học tân cổ điển đóng góp vào kinh tế học vĩ mô chủ yếu từ sau Chiến tranh thế giới thứ hai. Nó phối hợp với kinh tế học Keynes để tạo ra cái gọi là Trường phái kinh tế học vĩ mô tổng hợp.

## Tên gọi
Thorstein Veblen trong tác phẩm Preconceptions of Economic Science công bố năm 1900 đã dùng cụm từ tiếng Anh "Neoclassical economics" để gọi thứ kinh tế học về giá trị cận biên thời ấy khi phân biệt nó với kinh tế học cổ điển (hay kinh tế chính trị cổ điển) do Adam Smith khai sinh và thứ kinh tế học của trường phái kinh tế học Áo. "Neoclassical economics" được dịch ra tiếng Việt thành "Kinh tế học tân cổ điển". Sau này, có một trường phái kinh tế học mới xuất hiện, đầu tiên ở Hoa Kỳ, tuy có gốc rễ từ kinh tế học tân cổ điển nhưng lại được xếp riêng thành một trường phái, gọi là "New classical economics". Tên phái mới này hay được dịch ra tiếng Việt thành "Kinh tế học cổ điển mới". Nhầm lẫn hay xảy ra khi gọi tên Neoclassical economics và New classical economics, kinh tế học tân cổ điển và kinh tế học cổ điển mới.
Sở dĩ gọi là kinh tế học tân cổ điển là vì các học thuyết này tiếp thu, kế thừa các chủ đề quan tâm của kinh tế học cổ điển, song sử dụng cách thức tiếp cận (phương pháp luận) mới.

## Giả định và mục tiêu
E. Roy Weintraub đã nói rằng kinh tế học tân cổ điển dựa trên ba giả định, mặc dù một số nhánh nhất định của lý thuyết tân cổ điển có thể có những cách tiếp cận khác nhau:
1. Con người người có lựa chọn hợp lý giữa các kết quả có thể được xác định và liên kết với các giá trị.
2. Các cá nhân tối đa hóa lợi ích và các công ty tối đa hóa lợi nhuận.
3. Con người có hành động độc lập dựa trên cơ sở thông tin thích hợp và đầy đủ.

Từ những giả định cơ bản của kinh tế học tân cổ điển đưa ra một loạt lý thuyết về các lĩnh vực hoạt động kinh tế khác nhau. Ví dụ như, tối đa hóa lợi nhuận nằm sau lý thuyết tân cổ điển của công ty, trong khi việc hình thành đường cầu dẫn đến hiểu biết về hàng hóa tiêu dùng và đường cung cho phép phân tích các yếu tố sản xuất. Tối đa hóa mức độ hữu ích là nguồn gốc của lý thuyết tân cổ điển về tiêu dùng, sự hình thành của đường cầu đối với hàng hóa tiêu dùng, và sự hình thành của đường cung lao động và cầu dự trữ.

## Lịch sử
Kinh tế học cổ điển do Adam Smith khai sinh và được David Ricardo phát triển. Alfred Marshall tiếp thu các lý luận của Ricardo, bổ sung thêm bằng các lý luận về thỏa dụng và tính thỏa dụng cận biên được phát triển trước đó bởi John Stuart Mill, William Stanley Jevons, Carl Menger và Leon Walras. Marshall phê phán kinh tế học cổ điển rằng quá nhấn mạnh mặt cung cấp và lợi nhuận, còn các thuyết thỏa dụng và giá trị cận biên lại quá nhấn mạnh đến mặt nhu cầu và thỏa dụng. Marshall cho rằng cả hai mặt cung và cầu đều quan trọng như nhau. Ông đã viết cuốn Principles of Economics (1890) và tác phẩm này trở thành một trong những tác phẩm kinh điển của kinh tế học tân cổ điển. Trong tác phẩm này, Marshall đã giải thích cơ chế quyết định giá cả bởi sự giao nhau của hai đường cung cấp và đường nhu cầu. Ông đã đem kỹ thuật phân tích cân bằng bộ phận vào kinh tế học tân cổ điển.
Joan Robinson và Edward H. Chamberlin là những người đã phát triển kinh tế học tân cổ điển bằng các lý luận về cạnh tranh không hoàn hảo. Leon Walras và Vilfredo Pareto đã phát triển kỹ thuật phân tích cân bằng tổng thể và đưa nó vào kinh tế học tân cổ điển. John Hicks phát triển kinh tế học tân cổ điển bằng lý luận về nhu cầu của người tiêu dùng. Francis Ysidro Edgeworth và Vilfredo Pareto phát triển kinh tế học tân cổ điện bằng lý luận về đường bàng quan.
Càng ngày, phương pháp tiếp cận của kinh tế học tân cổ điển càng áp dụng nhiều toán học. Paul Samuelson với tác phẩm Foundations of Economic Analysis (1947) đã làm cho kinh tế học tân cổ điển trở nên giống như một ngành của toán học và được giảng dạy rộng rãi tại các khoa kinh tế học bậc đại học ở Hoa Kỳ.
Sau Chiến tranh thế giới thứ hai, một mặt kinh tế học tân cổ điển tiếp tục phát triển ở mảng kinh tế học vi mô với một loạt lý luận mà điển hình là mô hình Arrow-Debreu. Mặt khác, nó phát triển sang lĩnh vực kinh tế học vĩ mô với sự đóng góp nổi bật của Robert Solow và Samuelson.

## Phê phán
Kinh tế học tân cổ điển bị phê phán bởi tính lý thuyết của nó, theo đó nó không tập trung vào giải quyết các nền kinh tế thực tế, mà lại mô tả một thứ quá lý thuyết nơi áp dụng Tối ưu Pareto. Điều kiện giả sử là các cá nhân hành động theo kỳ vọng hợp lý bị phê phán, vì nó lờ đi các khía cạnh quan trọng của hành vi con người. "Con người kinh tế" khác với con người thực tế. Doanh nghiệp ngoài mục tiêu kinh tế còn có các mục tiêu xã hội. Nó cũng bị phê phán là dựa quá nhiều vào các mô hình toán phức tạp, ví dụ như các mô hình trong lý thuyết cân bằng tổng thể. Nhìn chung, phê phán tập trung vào các giả thuyết không thực tế của lý thuyết kinh tế học tân cổ điển.